# Sacro Cuore Immacolato di Maria ai Parioli

Sacro Cuore Immacolato di Maria ai Parioli (lateinisch: Sacri Cordis Baetae Mariae Virginis ad Forum Euclidis) ist eine Titelkirche in Rom.

## Überblick
Mit Spenden der italienischen Gemeinschaft in Kanada wurde der Kirchenneubau 1923 nach einem Entwurf des Architekten Armando Brasini begonnen; mehrmals wurde der ursprüngliche Entwurf aufgrund Geldmangels geändert. Die Pfarrgemeinde wurde am 18. Mai 1936 mit dem Erlass Apostolica impulsus durch Kardinalvikar Francesco Marchetti Selvaggiani gegründet. 1936 konnte die Krypta eingeweiht und der Ordensgemeinschaft der Claretiner (Söhne des unbefleckten Herzens der seligen Jungfrau Maria/Herz-Marien-Missionare) anvertraut. 1951 wurde der Kirchenbau mit einem Nebengebäude für die Claretiner um den Heiligen Antonius Maria Claret beendet. Die Einweihung der Kirche erfolgte am 1. Mai 1959 durch Luigi Traglia.
Am 1. Mai 1959 erfolgte durch Papst Johannes XXIII. die Erhöhung zu einer Basilica minor und am 12. März 1965 die Erhebung zur Titelkirche der römisch-katholischen Kirche durch Papst Paul VI.
Die Kirche steht an der Piazza Euclide (Via del Sacro Cuore di Maria 5) im römischen Quartier Pinciano.

## Kardinalpriester
Folgende Personen war Kardinalpriester von Sacro Cuore Immacolato di Maria ai Parioli:
- Ángel Herrera Oria (1965–1968)
- Arcadio María Larraona Saralegui CMF (1969–1973)
- Lawrence Trevor Picachy SJ (1976–1992)
- Julius Riyadi Darmaatmadja SJ, seit 26. November 1994